# Ānseba Shet'
Ānseba Shet' är ett periodiskt vattendrag i Eritrea. Det ligger i den nordvästra delen av landet, 250 km nordväst om huvudstaden Asmara.